# Charles de Wolff
Charles Johannes de Wolff (Mussel, 19 juni 1932 – Zwolle, 23 november 2011) was een Nederlandse organist en dirigent.

## Leven en studie
Charles de Wolff werd in juni 1932 geboren in de Groningse plaats Mussel als zoon van de gereformeerde predikant Isaac de Wolff (Middelburg 1901-Enschede 1976) en  Jacomina van Heerde. Hij groeide op in Enschede, waar zijn vader in 1935 predikant was geworden. Zijn grootvader Charles Johannes de Wolff (Middelburg 1878-1941), naar wie hij was genoemd, was een neef van de muziekleraar en componist Cornelis de Wolff. De Wolff, die de laatste decennia van zijn leven in Vierhouten woonde, trok zich na een beroerte in 2005 terug uit het muziekleven. Hij stierf op 79-jarige leeftijd in een ziekenhuis in Zwolle.
De Wolff studeerde orgel, piano, hoofdvak muziektheorie en orkestdirectie aan het Utrechts Conservatorium en het Amsterdams Conservatorium. Zijn leermeesters waren Stoffel van Viegen, George Stam en (later) Anthon van der Horst. Hij slaagde in 1953 voor zijn eindexamen orgel met onderscheiding voor virtuositeit, behaalde in 1954 de Prix d’Excellence en zette zijn studie voort bij Jeanne Demessieux in Parijs. Bij de dirigentencursus in Hilversum in 1956-59 werd hij gecoacht door Franco Ferrara en Albert Wolf.

## Dirigent en organist
Zijn leermeester Anthon van der Horst had De Wolff in 1965 aangewezen tot zijn opvolger als vaste dirigent van de Nederlandse Bachvereniging, die jaarlijks op Goede Vrijdag de Matthäus-Passion van Bach uitvoert in de Grote Kerk van Naarden. Toen in 1983 werd overgestapt op een meer authentieke uitvoeringspraktijk in kleinere bezetting verliet De Wolff met een groot deel van het koor de Bachvereniging en richtte het Bachkoor Holland op. Daarmee verzorgde hij in de Pieterskerk in Leiden jaarlijkse uitvoeringen van Bachs passies tot 2003, met een onderbreking van 1998 tot 2001, toen Daniel Reuss de leiding had. Charles de Wolff werd als artistiek leider van het Bachkoor Holland opgevolgd door Roy Goodman.
Vanaf 1961 tot 1966 was De Wolff veelvuldig gastdirigent van het Noordelijk Filharmonisch Orkest en vaste dirigent van het Toonkunstkoor Bekker in Groningen. In 1966 volgde hij Roelof Krol op als vaste dirigent van het NFO. Hij bleef in die functie aan dat ensemble verbonden tot aan de omvorming tot Noord Nederlands Orkest in 1989. Onder De Wolffs directie bracht het NFO menig Nederlandse première van nieuwe orkestmuziek tot stand waaronder werk van Olivier Messiaen.

## Betekenis
De Wolff, die zijn muziekuitoefening baseerde op een christelijke levensopvatting, was een specialist in het werk van Bach en Reger. Daarnaast is hij altijd een pleitbezorger geweest van eigentijdse klassieke muziek zoals die van Olivier Messiaen, van wiens orgelwerken hij alle premières in Nederland gaf. Daarvoor ontving hij in 1965 de eerste prijs op het Internationale Concours voor vertolkers van hedendaagse muziek. In 1968 kreeg De Wolff een Edison voor zijn opname van o.a. Bachs Passacaglia. In 1988 reikte de Académie Française hem een onderscheiding uit voor zijn verdiensten voor de Franse orgelmuziek. De Wolff gaf recitals op alle belangrijke instrumenten in Nederland en ook op vele in het buitenland. Bovendien maakte hij veel lp- en cd-opnamen.
In zijn jaren als dirigent van het Noordelijk Filharmonisch Orkest programmeerde hij relatief veel nieuwe Nederlandse muziek, waardoor hij een voortrekkersrol vervulde ten opzichte van veel van zijn collega's bij andere Nederlandse symfonieorkesten.

## Hoogtepunten
Hoogtepunten in zijn dirigentencarrière waren de uitvoering van Mozarts Krönungsmesse bij de inhuldiging van koningin Beatrix in de Amsterdamse Nieuwe Kerk in 1980, en het concert met het Bachkoor Holland in de Leidse Pieterskerk tijdens het staatsbezoek aan Nederland van de Amerikaanse president George Bush sr. in 1989.

## Onderscheidingen
- Bronzen (1988) en Zilveren (1998) medaille van de Franse Société Académique Arts-Sciences-Lettres

- Bibliothèque nationale de France: cb140163424 (data)
- Gemeinsame Normdatei: 131423533
- International Standard Name Identifier: 0000 0000 5519 3509
- Library of Congress Control Number: n90607002
- MusicBrainz: 270c17f9-d8f8-4041-9a3e-209bac3b156b
- Nationale Bibliotheek van Israël: 987007325042905171
- Nederlandse Thesaurus van Auteursnamen: 068800908
- Système universitaire de documentation: 083024808
- Virtual International Authority File: 70062267
- WorldCat: E39PBJxxccHgGPyk4mFvx6VXBP